# Apela divisula
Apela divisula är en fjärilsart som beskrevs av Forbes 1939. Apela divisula ingår i släktet Apela och familjen tandspinnare. Inga underarter finns listade i Catalogue of Life.